# パキポディウム
パキポディウムあるいはパキポジウムは、キョウチクトウ科パキポディウム属（Pachypodium）の木本の総称である。マダガスカルおよびアフリカ原産で、塊根植物（コーデックス）の分野で観賞用植物としての人気があるが、全種がワシントン条約附属書に指定され、輸出入に何らかの制限が設けられている（参照: #保全状況）。

## 分類

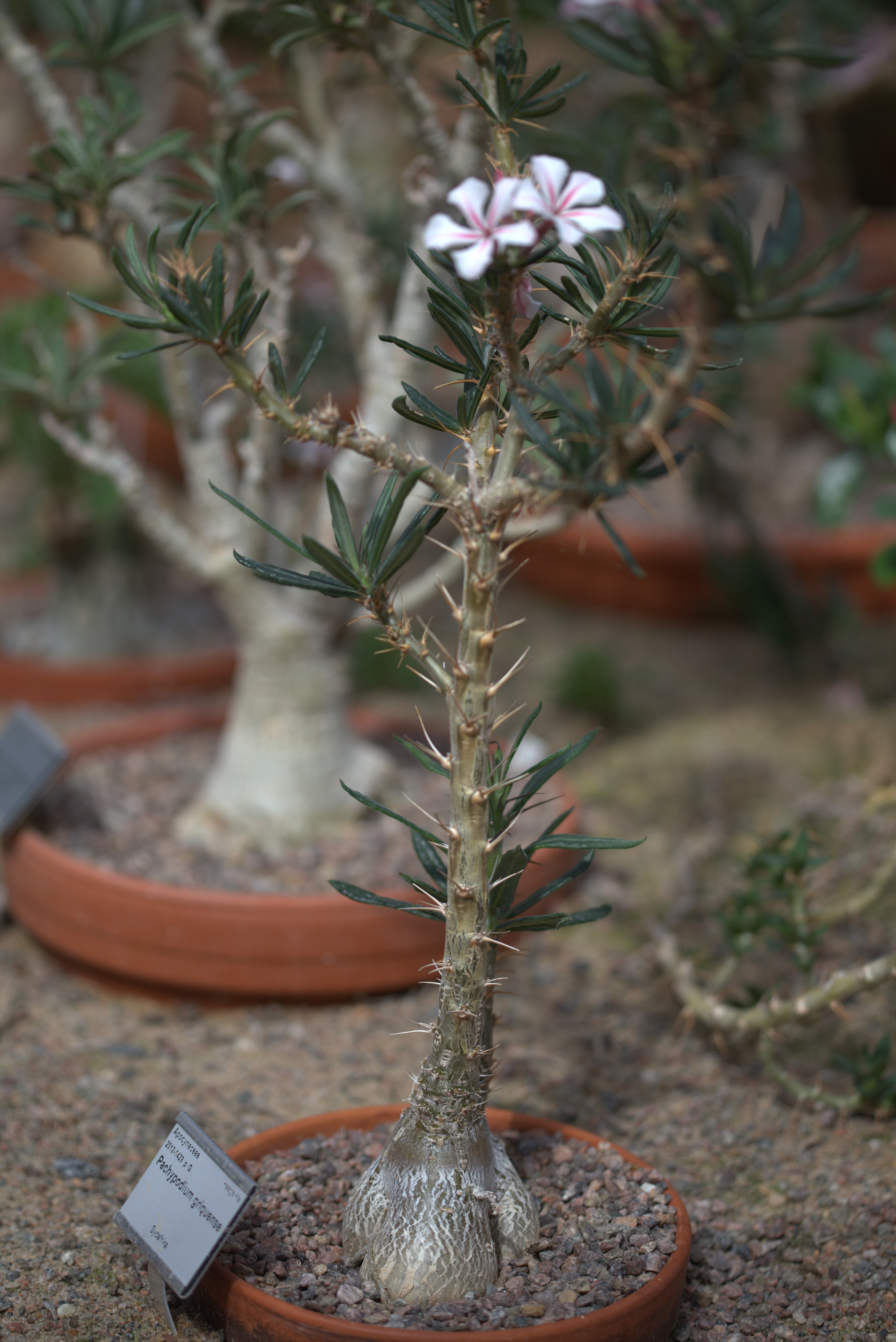
パキポディウム属最初の記載種、パキポディウム・サキュレンタム

パキポディウム属は1830年にイギリスの植物学者ジョン・リンドリーにより Edwards's Botanical Register 第16巻、t. 1321 で初めて記載された。この時本属の種として記載されたのは Pachypodium tuberosum で、これは1781年に小リンネが Supplementum Plantarum（p. 167）上で記載した Echites succulentus と同一と見做されたものであるが今日の命名規約に合わず、リンドリーによる記載と同年に Echites succulentus からの組み替えとしてロバート・スウィートにより発表された Pachypodium succulentum パキポディウム・サキュレンタム という学名に差し替えられている。なおこのパキポディウム・サキュレンタムは南アフリカ産のものであり、マダガスカル産の種として最初に記載されたものは1882年のジョン・ギルバート・ベイカーによるパキポディウム・ロスラーツム（Pachypodium rosulatum）である。
属名パキポディウムはギリシア語 παχύς (pachýs)〈太い〉と ποδός (podós)〈足〉の合成語であり、本属の株姿をそのまま表したものである。

### 下位分類
分類および分布情報はキュー植物園系データベースである Govaerts, Goyder & Leeuwenberg (2021)、学名のカナ転写や一部につけられている園芸名は特記の無い限り横町 (2016)、主婦の友社 (2019:166, 171, 172) に従う。
- Pachypodium ambongense Poiss. パキポディウム・アンボンゲンセ - マダガスカル固有種で、同国の北西部にのみ自生。白色の花をつける[7]。
- Pachypodium baronii Constantin & Bois パキポディウム・バロニー - マダガスカル固有種で、同国の北部にのみ自生。赤花をつける大型種[8]。
- Pachypodium bispinosum (L.f.) A.DC. パキポディウム・ビスピノーサム - 南アフリカ共和国の東ケープ州にのみ自生。ピンク色の花をつける[9]。
- Pachypodium brevicaule Baker[10] パキポディウム・ブレビカウレ - マダガスカル固有種で、同国の中央部にのみ自生。園芸名: 恵比寿笑い。
  - Pachypodium brevicaule subsp. brevicaule
  - Pachypodium brevicaule subsp. leucoxanthum Lüthy
- Pachypodium decaryi Poiss. パキポディウム・デカリー - マダガスカル固有種で、同国の北部にのみ自生。白色の花をつけ、この属としては例外的に刺を全く持たない種と見做される場合もある[8]が、厳密には1ミリメートルの刺を持つ[11]。
- Pachypodium densiflorum Baker パキポディウム・デンシフロルム - マダガスカル固有種で、同国の中央部にのみ自生。ジョゼフ・マリー・アンリ・アルフレッド・ペリエ・ド・ラ・バティ（Joseph Marie Henry Alfred Perrier de la Bâthie）の記載による brevicalyx ブレビカリックス という変種の存在が認められていたこともあった。
- Pachypodium eburneum Lavranos & Rapan. パキポディウム・エブルネウム - マダガスカル固有種で、同国の中央部にのみ自生。花色は象牙色で、これが種小名 eburneum の由来である[12]。
- Pachypodium enigmaticum Pavelka, Prokes, V.Vlk, Lavranos, Zídek & Ramav. - 2014年に新種記載されたマダガスカル産の種。
- Pachypodium geayi Constantin & Bois パキポディウム・ゲアイー - マダガスカル固有種で、同国の南西部に自生。白色の花をつける。園芸名: 亜阿相界。
- Pachypodium horombense Poiss. - マダガスカル固有種で、同国の南中央部にのみ自生。
- Pachypodium inopinatum Lavranos パキポディウム・イノピナーツム - マダガスカル固有種で、同国の北中央部にのみ自生。ゴードン・ローリー（Gordon  Rowley）によりロスラーツムの変種と目されたこともあった（1998年）が Lüthy (2004) はロスラーツムとさほど関連は深くないとした。高山性で白色の花をつける[7]。
- Pachypodium lamerei Drake パキポディウム・ラメリー - マダガスカル固有種で、同国の南中央部および南部に自生。ハリキョウチクトウという和名がつけられたことがあり、花は白色[13]。
- Pachypodium lealii Welw. パキポディウム・レアリー - アンゴラ南西部からナミビア北西部および北中央部にかけて自生。
- Pachypodium menabeum Leandri - マダガスカル固有種で、同国の西部にのみ自生。
- Pachypodium mikea Lüthy - 2005年に記載されたマダガスカル固有種で、同国の西南西部にのみ自生。
- Pachypodium namaquanum (Wyley ex Harv.) Welw. パキポディウム・ナマクアナム - ナミビア南部から南アフリカ共和国旧ケープ州北西部にかけて自生。刺は1999年までに本属の構成種として知られていた種の中では最長の75ミリメートルにまでなる[11]。大きく生長すると黄色い花をつけることもある[14]。園芸名: 光堂。
- Pachypodium rosulatum Baker パキポディウム・ロスラーツム - マダガスカル固有種。
  - Pachypodium rosulatum subsp. bemarahense Lüthy & Lavranos - 同国の西部にのみ自生。
  - Pachypodium rosulatum subsp. bicolor (Lavranos & Rapan.) Lüthy - 同国の西部にのみ自生。最初は独立種として記載されたが、Lüthy (2004:91) 以降はロスラーツムの亜種扱いされるようになった。
  - Pachypodium rosulatum subsp. cactipes (K.Schum.) Lüthy - 同国の南東部にのみ自生。最初は独立種として記載されたが、Lüthy (2004:91) 以降はロスラーツムの亜種扱いとされるようになった。花色は鮮やかなレモンイエロー[12]。
  - Pachypodium rosulatum subsp. gracilius (H.Perrier) Lüthy - 同国の南中央部にのみ自生。最初に記載された際は変種扱いであったが、Lüthy (2004:91) 以降は亜種扱いとされるようになった。花は鮮黄色[15]。園芸名: 象牙宮。
  - Pachypodium rosulatum subsp. makayense (Lavranos) Lüthy - 同国の南中央部にのみ自生。2004年に独立種として新種記載されたが、同年のうちにロスラーツムの亜種とする論文（Lüthy (2004:91)）が発表され、後者の見解が支持されるようになった。花は黄色で中心が白くなる[2]。園芸名: 魔界玉。
  - Pachypodium rosulatum subsp. rosulatum - 同国の北西部および北中央部にのみ自生。
- Pachypodium rutenbergianum Vatke パキポディウム・ルテンベルギアナム - マダガスカル固有種で、同国の北部および西部に自生。
- Pachypodium saundersii N.E.Br. パキポディウム・サウンデルシー - 熱帯アフリカ南部および南アフリカ（エスワティニを含む）に自生。白い花をつける[16]。園芸名: 白馬城。
- Pachypodium sofiense (Poiss.) H.Perrier - マダガスカル固有種で、同国の北中央部および西中央部に自生。刺の長さは1ミリメートルで、1999年までに知られていた本属の構成種の中ではデカリーと並んで最短クラスである[11]。
- Pachypodium succulentum (L.f.) Sweet パキポディウム・サキュレンタム - 南アフリカ共和国（旧ケープ州およびフリーステイト州）に自生。花弁は5枚で細く、薄ピンク色[17]。園芸名: 天馬空あるいは友玉。
- Pachypodium windsorii Poiss. パキポディウム・ウィンゾリー - マダガスカル固有種で、同国の北部にのみ自生。マルセル・ピション（Marcel Pichon）によりバロニーの変種と位置付けられたこともあった（1949年）が、Lüthy (2004) の発表以降は最初に記載された時同様の独立種としての扱いをされる傾向がある。赤花種である[18]。ウィンザーノゾウノアシという和名がつけられたことがある[19]。

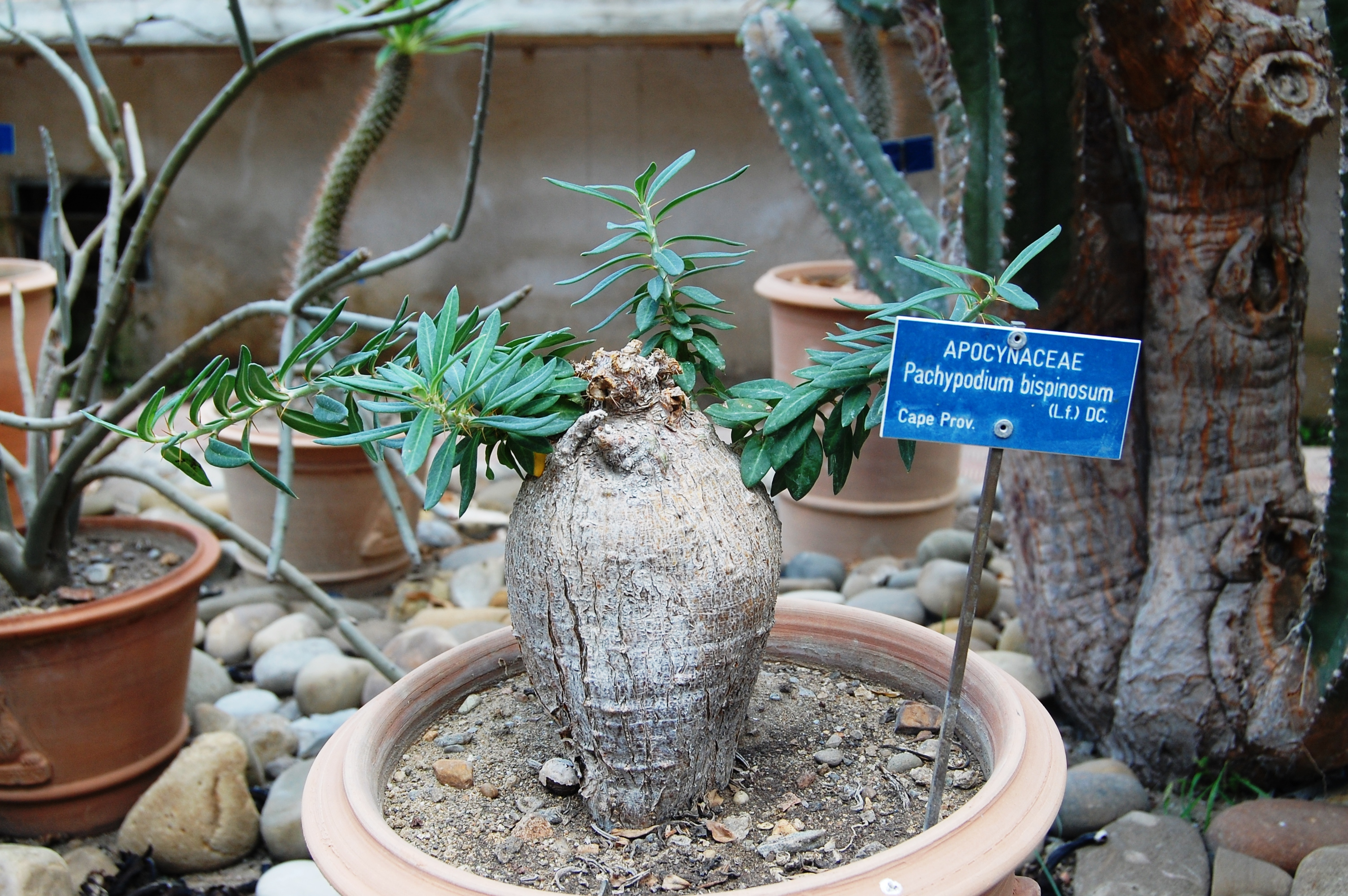
パキポディウム・ビスピノーサム
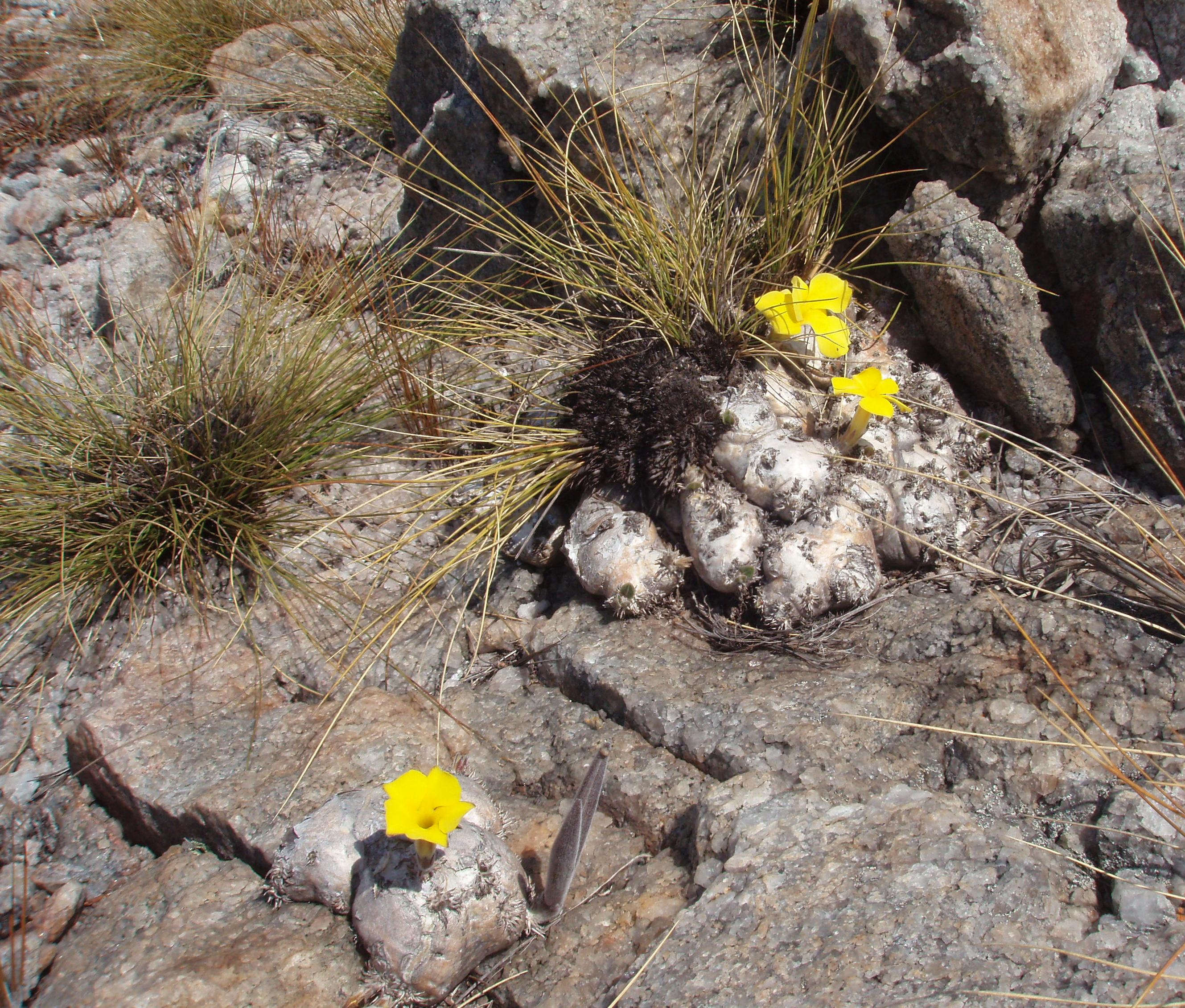
パキポディウム・ブレビカウレ（園芸名: 恵比寿笑い）
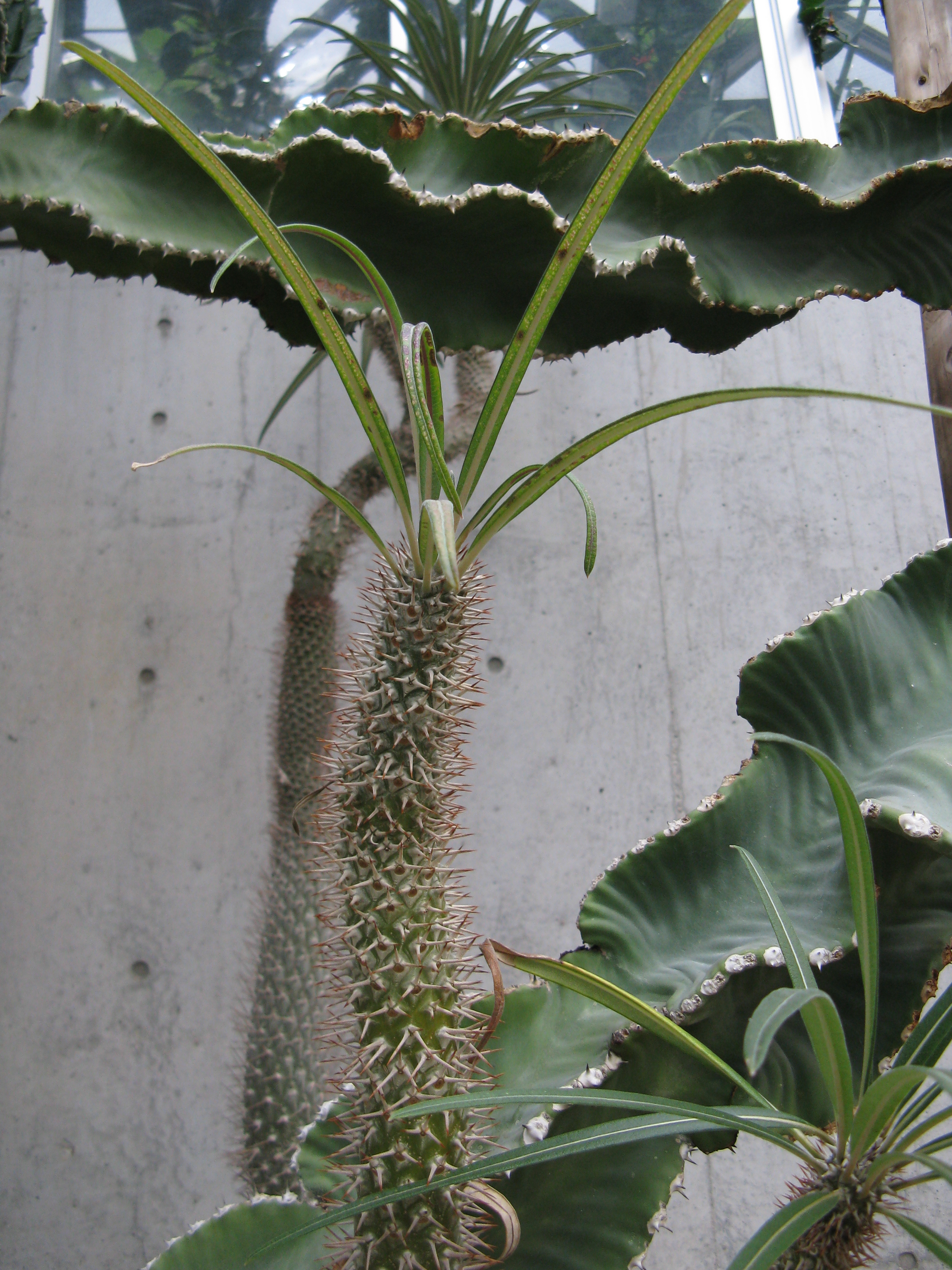
アアソウカイ
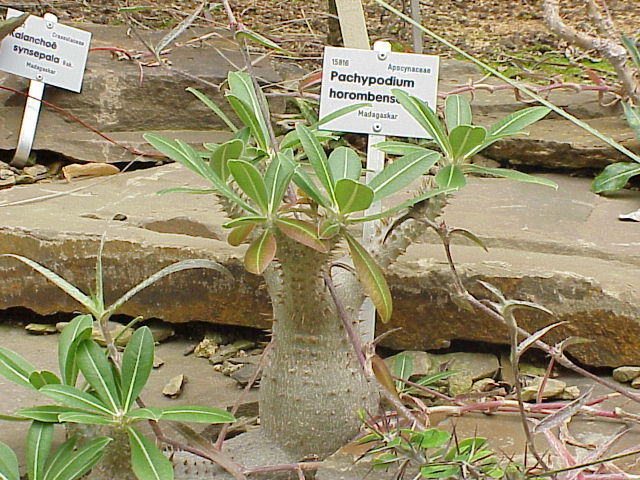
Pachypodium horombense
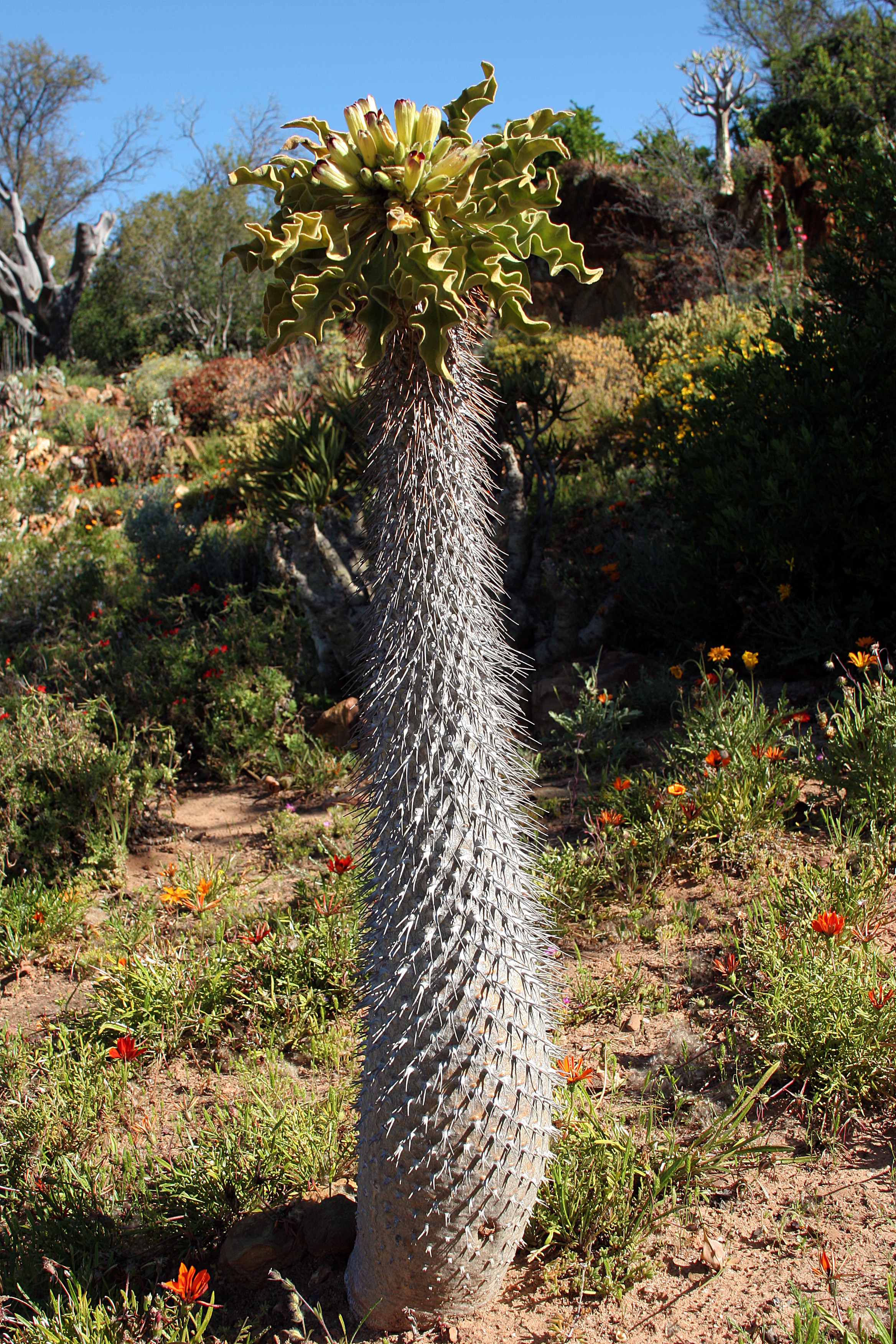
パキポディウム・ナマクアナム（ヒカリドウ）
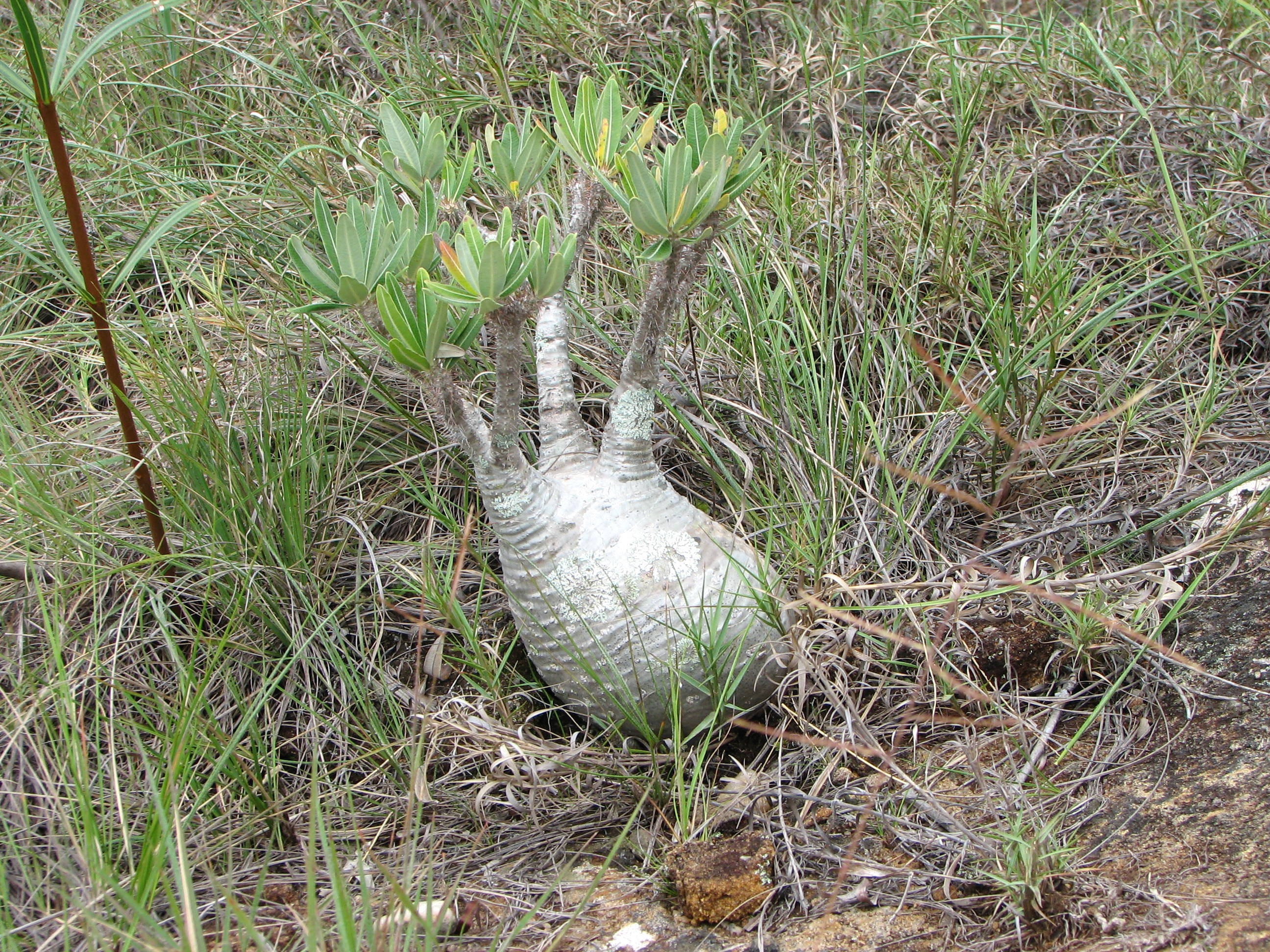
P. rosulatum subsp. gracilius（園芸名: 象牙宮）
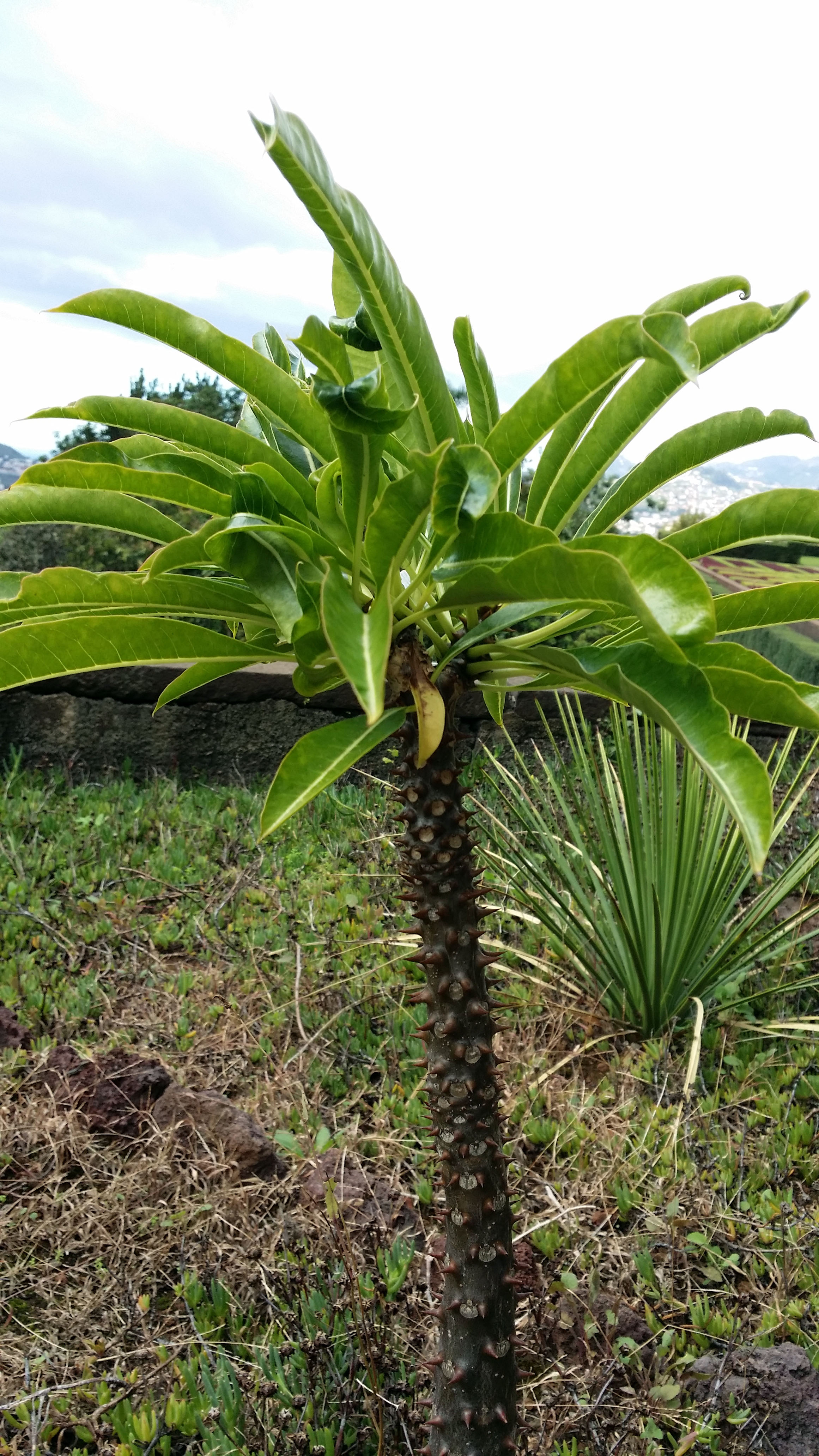
パキポディウム・ルテンベルギアナム
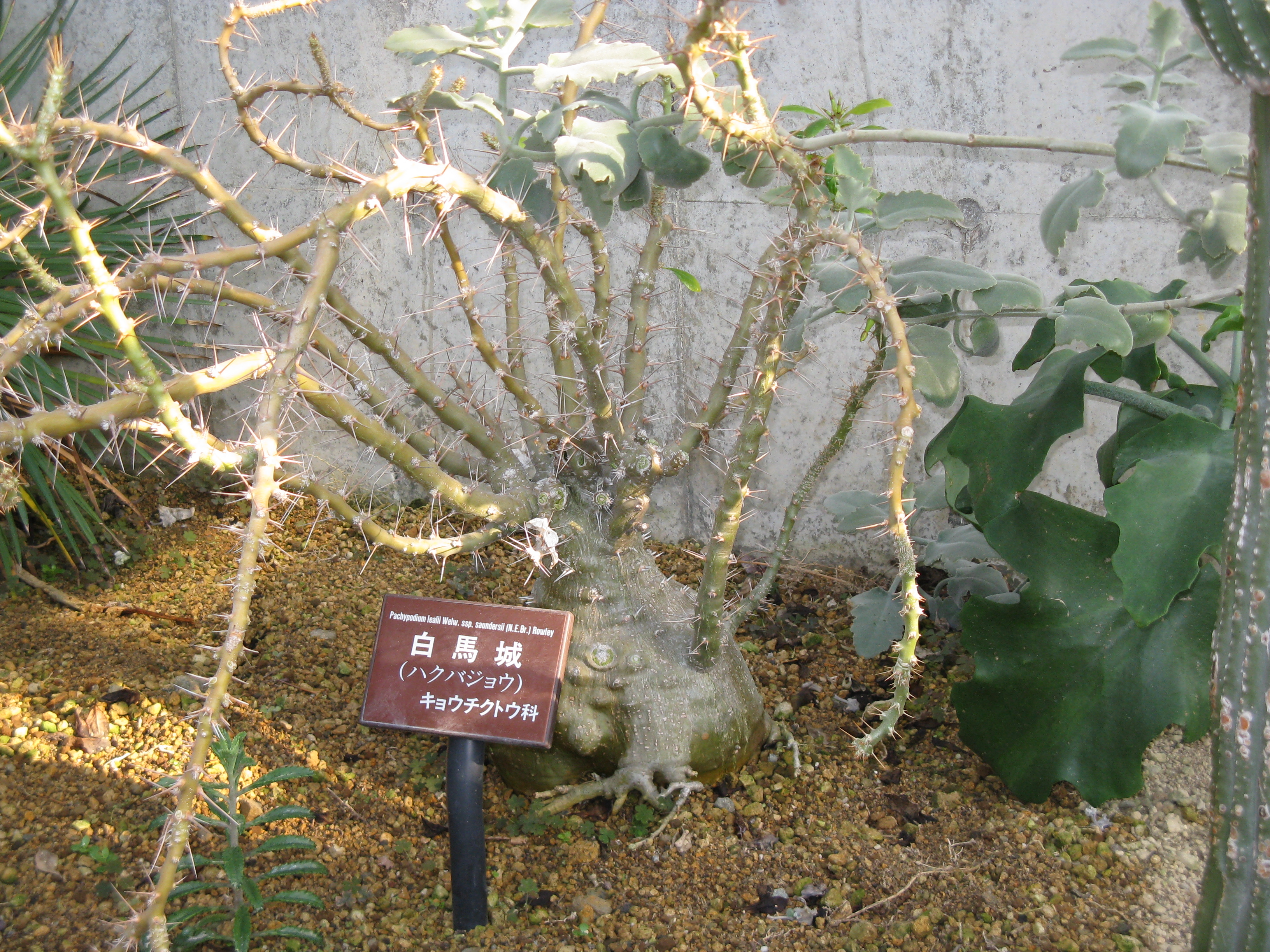
パキポディウム・サウンデルシー（園芸名: 白馬城）
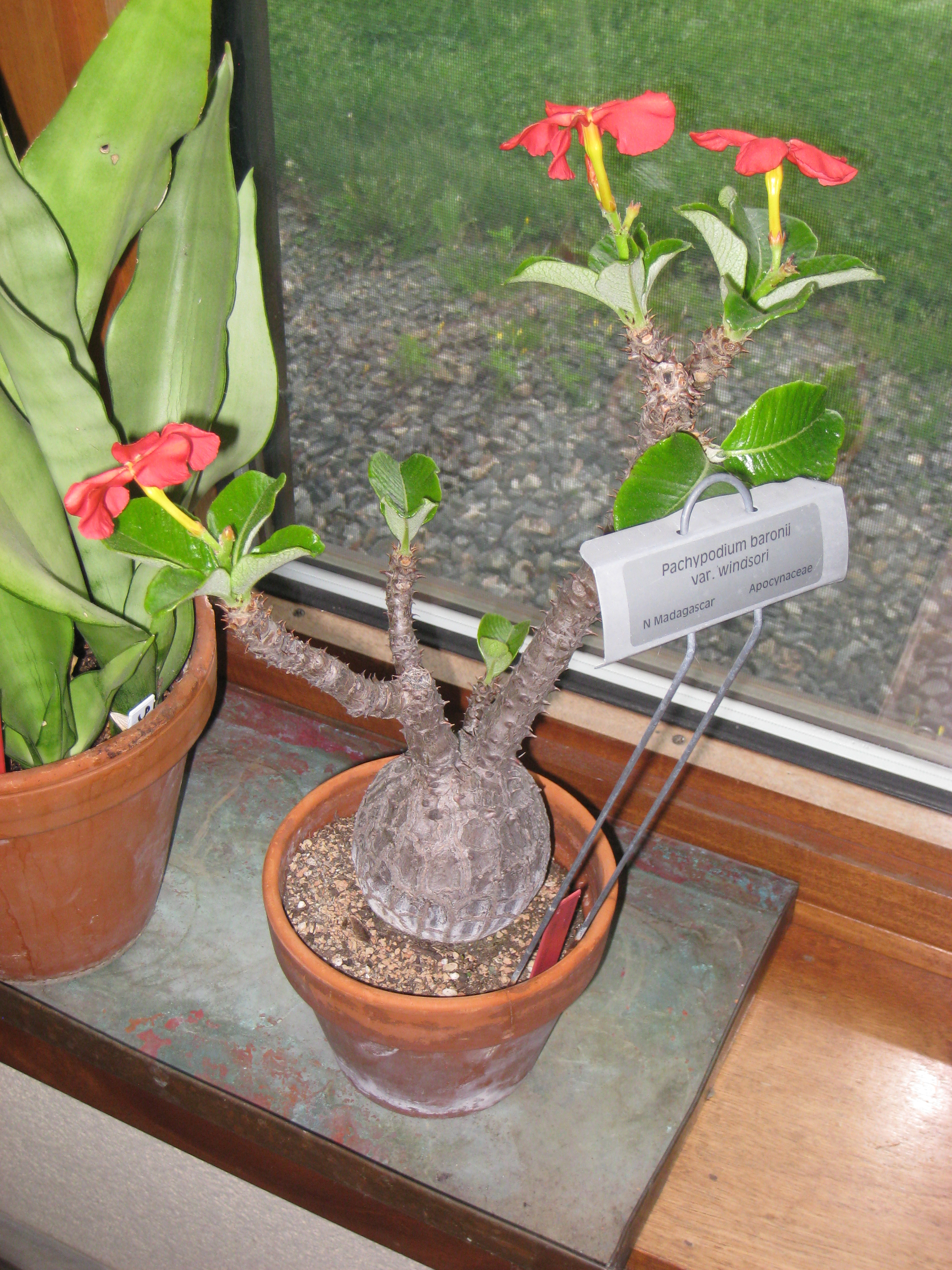
パキポディウム・ウィンゾリー（ウィンザーノゾウノアシ）

## 分布
大半の種がマダガスカル原産で、アフリカ南部産のものも数種存在する。

## 生態
丘陵の岩場や乾燥した平原などに自生し、日光を非常に好む。

## 形態的特徴
常緑または落葉の低木-小高木。茎は地上性で10メートルぐらいになるものから地下性のものまであり、単立するか枝分かれするかし、形は円柱状・紡錘状・球状・岩塊状となる。
葉は通常は幹あるいは枝の先端に束生し、大きく、やや平行の側脈が多数見られ、多肉質ではない。普通は葉の両側もしくは葉の基部上縁に1対（種によっては3本）の刺を持ち、多くの種では枝にも刺が見られる。
花は腋生あるいは頂生で1ないし多数、一般に大型で色は白色・紅紫色・黄色・赤褐色・赤色など。花の形状はキョウチクトウ科の一般的な形に準ずる。
果実は2つが対となる長大な蒴果である。種子は細長く、一端に冠毛を有する。

## 利用

### 観賞用

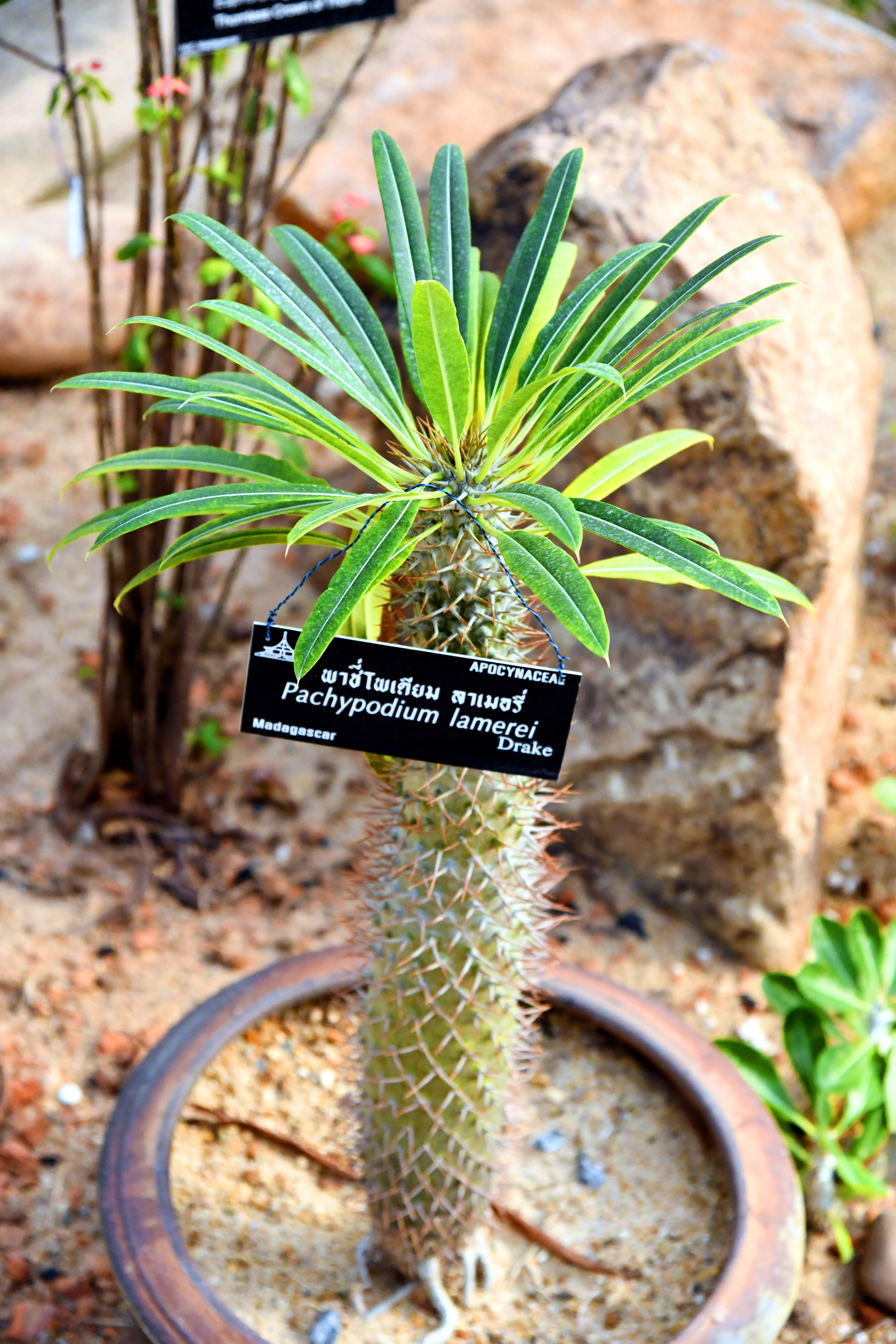
パキポディウム栽培の入門種とされるパキポディウム・ラメリー

パキポディウムは塊根植物（コーデックス）の中でも特に人気があり、日本にもいくつかの種が導入されている。特にパキポディウム・ラメリー（Pachypodium lamerei）は生長が早く性質も丈夫であるため入門種として最適とされる。

#### 栽培方法
#生態で触れたように日光を好む。温室内で栽培された株などは直射日光に当てると一時的に葉が焼ける場合もあるが、日光に徐々に慣らし、可能な限り屋外で直射日光に当てて育てる。少なめの用土や乾きやすい鉢を使用している場合は生育期に屋外で雨ざらしにして育てた方が調子良く育つ。気温が下がると落葉し始めるが、この際に徐々に水やりの回数を減らし、翌シーズンに芽吹くまでは断水する。冬期は5度以下にすることは避ける。休眠中にもよく日光に当てる必要がある。

### その他
マダガスカル産のパキポディウム・ラメリーの水気の多い肉質は家畜の飼料とされ、旱魃が長引く場合には絞り出した液を飲料とすることもある。また細切れにしたものは清涼感を得るために顔に塗られる。
マダガスカル産の Pachypodium rosulatum subsp. gracilius（園芸名: 象牙宮）の樹液は強力な傷薬になると考えられ、傷口に垂らせば微生物感染を防ぐことができる模様である。
またこれもマダガスカル産のパキポディウム・ルテンベルギアナムの樹皮の繊維はカラムシのそれに似た繊維を持ち、かつては織物に用いられていた。

## 保全状況
パキポディウム属はその構成種の全てが絶滅のおそれのある野生動植物の種の国際取引に関する条約（通称: ワシントン条約、CITES）の附属書に掲載され、多かれ少なかれ規制の対象となっている。まずパキポディウム・アンボンゲンセ（Pachypodium ambongense）・パキポディウム・バロニー（Pachypodium baronii）・パキポディウム・デカリー（Pachypodium decaryi）の3種はワシントン条約附属書Iに掲載され、商業目的の国際取引は一切禁止されている。そのほかの種に関しては全てが附属書IIに指定されることになり、国際的な取引に当事者国両国の許可が必要となり得る。ただし
- 種子や花粉
- 試験管で得られた実生か組織培養体で、固体あるいは液体の培養基中にあり、無菌状態のコンテナで輸出入されるもの
- 人工的に繁殖させた植物体の切り花

以上に関しては同条約の項目の適用対象外となる。
上記の種のうちパキポディウム・バロニーについては2015年にIUCNレッドリストでの評価が行われ、保護区内で見られず野火や園芸業界用の採集のせいで減少し続けたために絶滅危惧種（Endangered）と評価されている。

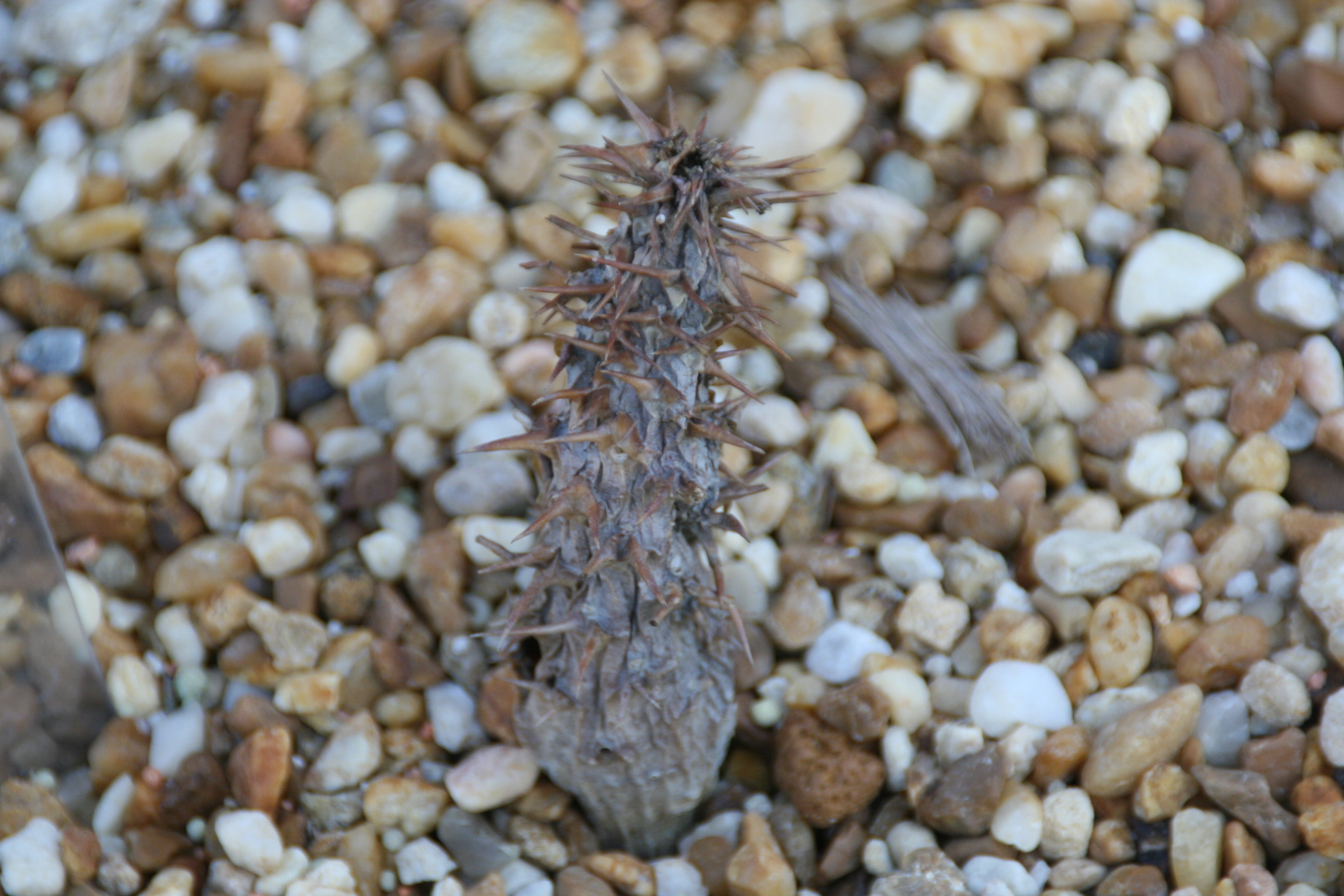
パキポディウム・アンボンゲンセ
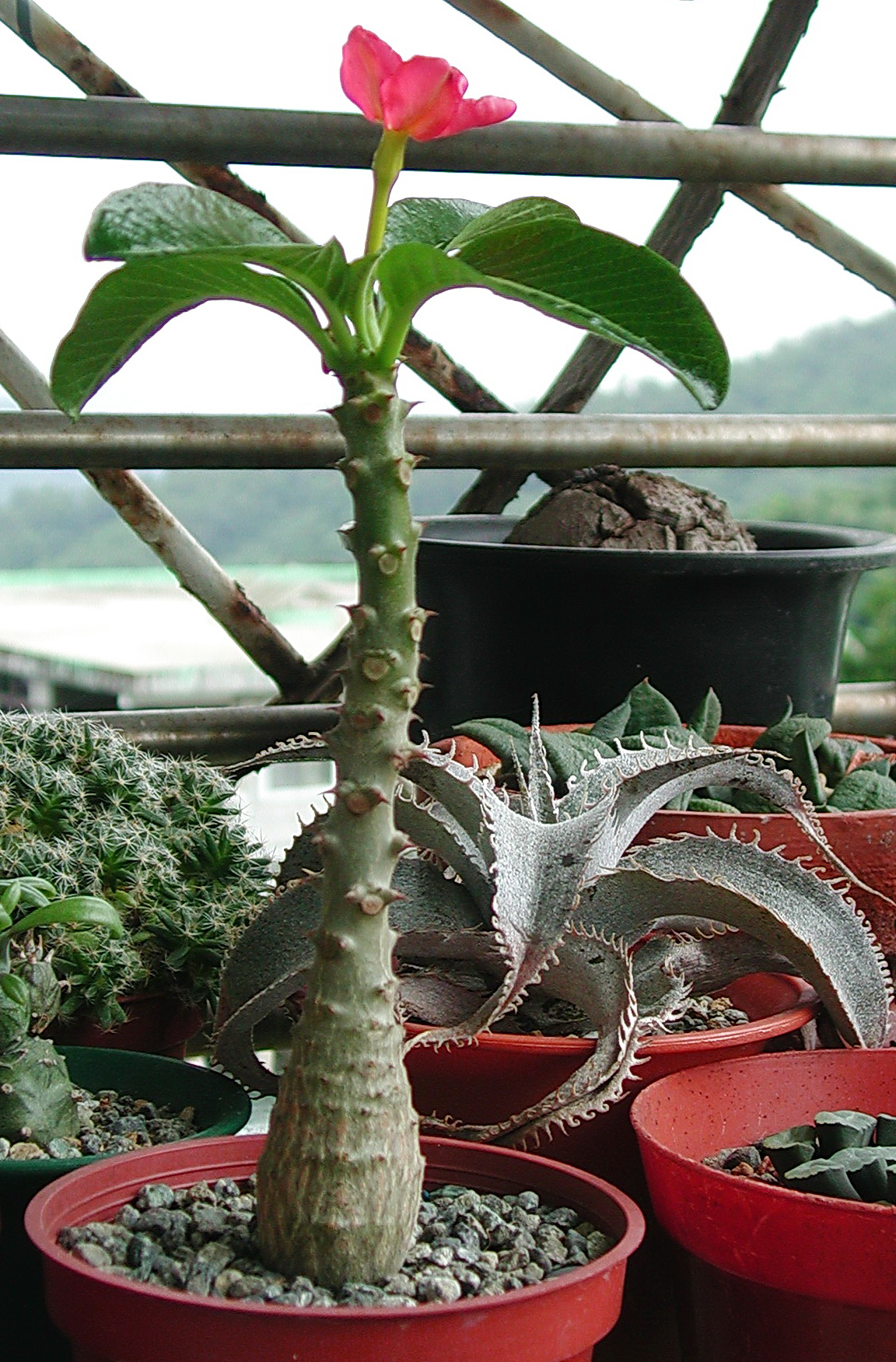
パキポディウム・バロニー
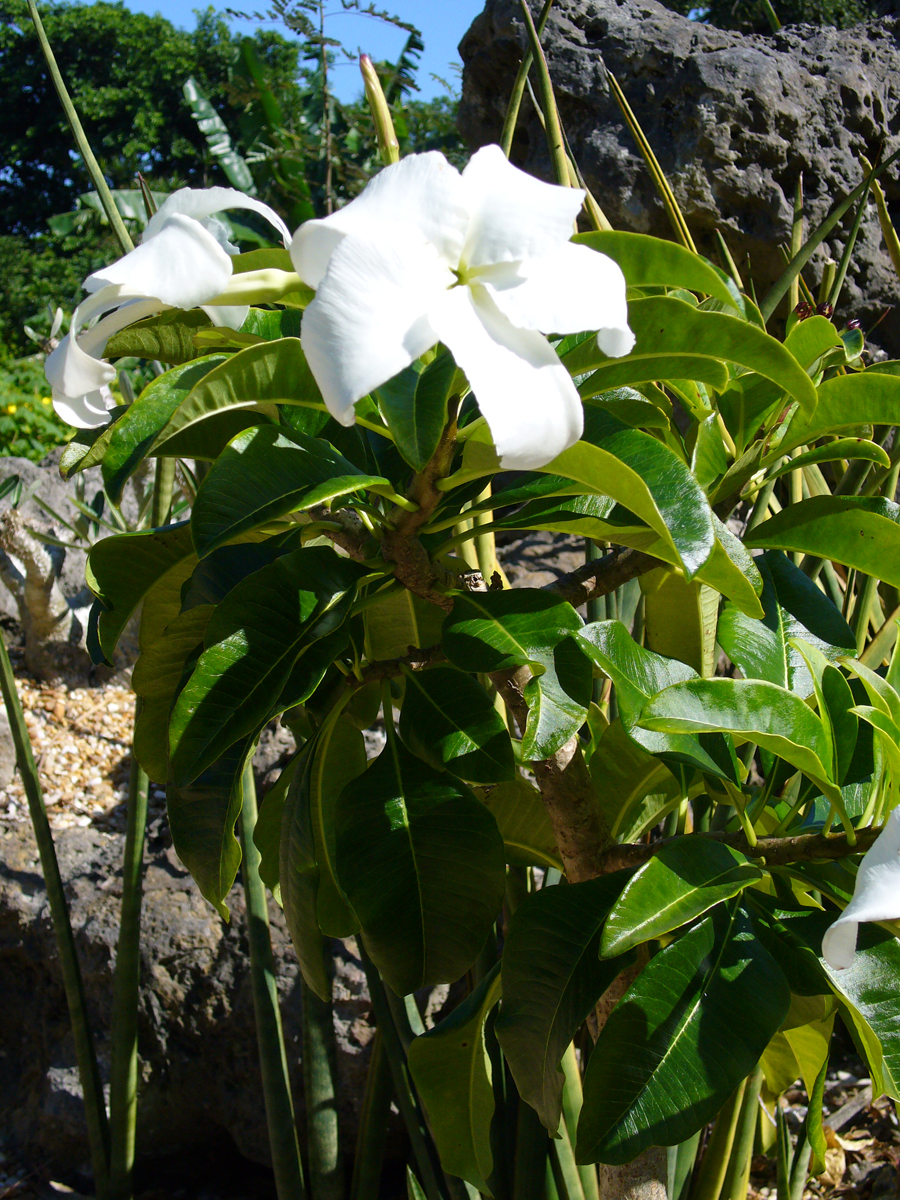
パキポディウム・デカリー